# Порембович, Стефан
Сте́фан Порембо́вич (пол. Stefan Porębowicz; 14 декабря 1904, Львов — 27 марта 1984, Варшава) — польский архитектор, профессор.

## Биография
Сын Э. Порембовича, прозаика, поэта, переводчика, литературного критика и историка.
Выпускник Львовской Политехники (ныне Национальный университет «Львовская политехника»). С 1931 года работал старшим ассистентом, а с 1940 — адъюнктом на кафедре утилитарного строительства. В 1937 был избран вице-президентом львовского отделения союза архитекторов Польши (SARP).
По его проектам во Львове сооружён ряд домов в стиле функционализма.
После Второй мировой войны — профессор Гданьской политехники, позже — Варшавской политехники. В Варшаве работал в Бюро проектов службы здоровья.

## Архитектурные проекты
- проект санатория в Моршине (1934, совместно с Романом Христовским, отмечен III премией конкурса)
- проект здания городских электрических учреждений в Львове (1934, совместно с Анджеем Фридецким, отмечен III премией конкурса)
- «Дом солдата» на сегодняшней площади Петрушевича, 2 во Львове. (1935, совместно с Анджеем Фридецким, проект предусматривал оригинальное сочетание кино- и театрального зала. Строительство велось с 1938 года, но из-за начала Второй мировой войны — не завершён. Достроен в советское время (1961) по проекту Людмилы Нивиной)
- проект дома Польского исторического общества во Львове. Разработан для закрытого конкурса 1938 года.
- костёл Короля Христа в местности Козельники, ныне улица Зеленая в Львове. Спроектирован совместно с Романом Христовским в 1936—1937 годах
- Санаторий в Великом Любене (до 1939)
- Жилой дом на улице Летней во Львове (1930-е).
- Вилла инженера Б. Шиманского на улице Гипсовой, 36 во Львове (1936—1939)
- Дом П. Мокрицкой под № 38 на той же улице (1937—1938)
- Жилой дом на улице Греческой, 5 во Львове (соавтор К. Вайс)
- Госпиталь имени Жеромского в Новой Гуте (теперь район Кракова).

Автор ряда публикаций в области архитектуры и градостроительства.

## Избранные публикации
- Architektura służby zdrowia // Architektura. — 1955. — № 1.
- Najstarsze szpitale psychiatryczne w Europie // Szpitalnictwo Polskie. — 1961. — № 1.
- Renesansowy szpital «Ospedale Maggiore» w Mediolanie // Szpitalnictwo Polskie. — 1961. — № 5.
- Problem humanizacji szpitali // Szpitalnictwo Polskie. — 1962. — № 6.
- Szpital psychiatryczny w Cadillac. 250 lat tradycji opieki psychiatrycznej // Szpitalnictwo Polskie. — 1964. — № 1.
- Domy inwalidów w dawnej Rzeczypospolitej Polskiej // Szpitalnictwo Polskie. — 1965. — № 1.
- Zasady modularnej koordynacji wymiarowej dla projektowania budynków szpitalnych w Wielkiej Brytanii // Szpitalnictwo Polskie. — 1965. — № 2.
- Rozrost i elastyczność wewnętrzna rozplanowania jako kryteria nowoczesności projektów szpitali // Szpitalnictwo Polskie. — 1970. — № 14 (6).
- Projektowanie obiektów służby zdrowia. — Warszawa: Arkady, 1973. — 251 S. (в соавт.).